# فرانسیس ماریون
فرانیسس ماریون (انگلیسی: Frances Marion؛ زاده ۱۸ نوامبر ۱۸۸۸ درگذشته ۱۲ مه ۱۹۷۳) یک پدیدآور، خبرنگار، و فیلم‌نامه‌نویس اهل ایالات متحده آمریکا بود. وی بین سال‌های ۱۹۱۲ تا ۱۹۷۲ میلادی فعالیت می‌کرد.

## زندگی‌نامه
ماریون از جمله زنان فیلمسازی است که زمانی که بالاترین دستمزد را برای فیلم‌نامه‌نویسی می‌گرفت. سه تا از فیلم‌نامه‌های خودش را کارگردانی کرد. او فیلم‌نامه‌های زیادی برای "مری پیکفورد" نوشته بود، اما "نور عشق" اولین فیلم‌نامه‌ای از خود او بود. که "پیکفورد" از او خواست کارگردانی کند. یکی از نقش‌های این فیلم "فرد تامسون" شور "ماریون" ایفا می‌کرد. "تامسون" در دومین فیلم به کارگردانی "ماریون" با عنوان "درست آن طرف پیچ جاده" نیز نقش ایفا کرد. سومین کارگردانی "ماریون" روی فیلم "آواز عشق" بود که بجای کارگردان اصلی "چستر فرانکلین" که بیمار شده بود، کار کرد. چند فیلم‌نامه‌نویس قابل ذکر دیگر هم خودشان فیلم‌نامه‌هایشان را کارگردانی می‌کردند از جمله "دوسی پارک" و آیورس" اما هیچ کدامشان به اهمیت نسبی "فرانسیس ماریون" دست نیافتند

## جوایز
- برنده جایزه اسکار بهترین فیلم‌نامه اقتباسی

## بخشی از فیلمشناسی
- «نور عشق» (۱۹۲۱) - از فیلمنامهٔ خودش - محصول یونایتد آرتیستز - با شرکت: مری پیکفورد
- «درست آن طرف پیچ جاده» (۱۹۲۲) - از فیلمنامهٔ خودش - محصول پارامونت - با شرکت: فرد تامپسون
- «سرود عشق» (۱۹۲۴) - از فیلمنامهٔ خودش - محصول شنک - فرست نشنال - (کارگردانی مشترک با چستر ام. فرانکلین - با شرکت نورما تالماج
- آسیاب سرخ (۱۹۲۷)
- «اراذل و اوباش» (۱۹۳۶)